# 羯布罗香
羯布羅香也叫油树、陀螺葉龍腦香，为龍脑香科龍脑香属下的一个种。其樹脂亦稱為古雲香脂、古芸香脂。

## 來源
為龍脑香科植物油樹的油樹脂或其中析出的結晶性化合物。

## 植物形態
油樹 高大喬本，可達40公尺高，含芳香樹脂。樹皮灰白色，縱裂；枝條密被灰色的茸毛，具環狀托葉痕。葉互生，革質；葉柄長2-3cm，被深褐色或暗黃色的茸毛；葉片卵狀長圓形，長20-35cm，寬8-13cm，先端漸尖，邊緣有細鋸齒或波狀，基部圓形或微心形，葉脈在背面明顯突起，被星狀毛。花3-6朵集成總狀花序；萼片5，基部連合成鍾狀；花瓣5，粉紅色，線狀長圓形，外被灰色的茸毛；花藥線形；子房被毛，花柱圓柱形。果實長圓形或卵形，直徑約3cm，果翅線狀披針形，長約12-15cm，寬約3cm，有脈1條，兩側具小突起，花期2-3月，果期6-7月。

## 生長分布
野外分布在印度東部和中南半島。在中國南部低海拔山坡、村旁有栽培。資源分布於雲南盈江，西雙版納。